# 니컬라 스터전
니컬라 퍼거슨 스터전(영어: Nicola Ferguson Sturgeon, 1970년 7월 19일 ~ )은 스코틀랜드의 정치인이다. 현직 스코틀랜드 행정수반(2014~ )이며, 스코틀랜드 국민당 대표(2014~ )이다.
그녀는 글래스고 대학교를 졸업하고 변호사로 활동하다가 국민당에 입당했다. 1999년 스코틀랜드 의회에 입성했다. 2004년 당수에 출마했다가 곧 철회하고 앨릭스 새먼드를 지지해 2인자로 자리매김했다. 그녀는 영국으로부터 분리독립을 위해 주민투표를 추진 중인 것으로 알려지고있다.